# Sveriges damlandskamper i fotboll 2005
Sveriges damlandskamper i fotboll 2005 omfattade bland annat EM i England där Sverige besegrades av Norge i semifinalen, efter ett golden goal.

## Matcher
| Datum        | Spelplats  |          |               | Resultat                      | Typ av match      |
| ------------ | ---------- | -------- | ------------- | ----------------------------- | ----------------- |
| 9 mars       | Lagos      | Tyskland | Sverige       | 2 – 1                         | Algarve Cup 2005  |
| 11 mars      | Silves     | Sverige  | Kina          | 2 – 0                         | Algarve Cup 2005  |
| 13 mars      | Loulé      | Norge    | Sverige       | 1 – 1                         | Algarve Cup 2005  |
| 15 mars      | Faro       | Sverige  | Frankrike     | 2 – 3                         | Algarve Cup 2005  |
| 30 april     | Växjö      | Sverige  | Danmark       | 0 – 0                         | Träningsmatch     |
| 3 maj        | Trelleborg | Sverige  | Nederländerna | 2 – 0                         | Träningsmatch     |
| 28 maj       | Solna      | Sverige  | Kanada        | 3 – 1                         | Träningsmatch     |
| 5 juni       | Blackpool  | Danmark  | Sverige       | 1 – 1                         | EM 2005           |
| 8 juni       | Blackpool  | Sverige  | Finland       | 0 – 0                         | EM 2005           |
| 11 juni      | Blackpool  | England  | Sverige       | 0 – 1                         | EM 2005           |
| 16 juni      | Warrington | Sverige  | Norge         | 2 – 2 2 – 3 efter golden goal | Sf EM 2005        |
| 28 augusti   | Karlskoga  | Sverige  | Island        | 2 – 2                         | Kval till VM 2007 |
| 24 september | Skellefteå | Sverige  | Vitryssland   | 6 – 0                         | Kval till VM 2007 |
| 1 november   | Alcochete  | Portugal | Sverige       | 1 – 4                         | Kval till VM 2007 |